# 고테사시 차량기지
고테사시 차량기지(일본어: 小手指車両基地, こてさししゃりょうきち)는 일본 사이타마현 도코로자와시에 위치한 세이부 철도 소속의 전동차 차량기지로, 세이부 철도 이케부쿠로 선에서 운행되는 전동차의 입·출고 및 경정비 검수관리를 실시한다. 주로 이케부쿠로역이나 도쿄 지하철의 신키바역, 시부야역에서 출발하여 고테사시 역에 도착한 전동차가 연결선을 통해 기지로 입고한다. 세이부 철도 소속차량 뿐 아니라 도쿄 메트로 소속 차량도 입고한다.

## 같이 보기
- 세이부 철도 이케부쿠로 선